# Huub Zilverberg
Huub Zilverberg (Goirle, 13 de gener de 1939) és un ciclista neerlandès, ja retirat, que fou professional entre 1961 i 1969. En el seu palmarès destaca una victòria d'etapa al Tour de França i una altra al Giro d'Itàlia, ambdues el 1962.

## Palmarès
- 1959
  - 1r de l'Olympia's Tour i vencedor d'una etapa
- 1960
  - Vencedor d'una etapa de la Volta a Polònia
- 1961
  - 1r del Tour de Flandes dels Independents
- 1962
  - Vencedor d'una etapa al Tour de França
  - Vencedor d'una etapa al Giro d'Itàlia
- 1964
  - Vencedor d'una etapa de la París-Niça
- 1966
  - Vencedor d'una etapa del Critèrium del Dauphiné Libéré

### Resultats al Tour de França
- 1962. Abandona (12a etapa). Vencedor d'una etapa
- 1963. Abandona (16a etapa)
- 1964. 37è de la classificació general
- 1966. 64è de la classificació general
- 1967. 71è de la classificació general
- 1968. Abandona (4a etapa)

### Resultats a la Volta a Espanya
- 1961. Abandona (9a etapa)
- 1966. 26è de la classificació general
- 1967. 28è de la classificació general
- 1969. 51è de la classificació general

### Resultats al Giro d'Itàlia
- 1962. 15è de la classificació general. Vencedor d'una etapa
- 1963. Abandona
- 1964. Abandona